# Fibulariella angulipora
Fibulariella angulipora is een zee-egel uit de familie Fibulariidae.
De wetenschappelijke naam van de soort werd in 1948 gepubliceerd door Theodor Mortensen.